# جائزة ليبن
جائزة إيجناز ليبن أو Ignaz Lieben Prize (سميت على اسم المصرفي النمساوي Ignaz Lieben) هي جائزة نمساوية سنوية من الأكاديمية النمساوية للعلوم تمنحها للعلماء الشباب العاملين في مجالات البيولوجيا الجزيئية أو الكيمياء أو الفيزياء.

## السيرة الشخصية
سميت جائزة Ignaz Lieben بجائزة نوبل النمساوية. إنها مشابهة في الغاية ولكن أقدم إلى حد ما من جائزة نوبل. نص التاجر النمساوي Ignaz L. Lieben الذي دعمت أسرته العديد من الأنشطة الخيرية في وصيته على وجوب استخدام 6,000 فلورين أو florins «للصالح العام». في عام 1863، تم تسليم هذه الأموال إلى الأكاديمية الإمبراطورية النمساوية للعلوم وتم إنشاء جائزة Ignaz L. Lieben. كل ثلاث سنوات، كان من المقرر إعطاء مبلغ 900 فلورين لعالم نمساوي في مجال الكيمياء أو الفيزياء أو علم وظائف الأعضاء. هذا المبلغ يعادل حوالي 40 في المائة من الدخل السنوي لأستاذ جامعي.
من عام 1900 فصاعدًا، تم تقديم الجائزة على أساس سنوي. تمت زيادة الهبة مرتين من قبل عائلة ليبن. عندما فقد الوقف قيمته بسبب التضخم بعد الحرب العالمية الأولى، قامت الأسرة بتحويل المبلغ اللازم سنويًا إلى الأكاديمية النمساوية للعلوم. ولكن بسبب اضطهاد الأسرة من قبل الاشتراكيين الوطنيين، تم إيقاف الجائزة بعد الضم الألماني للنمسا عام 1938.
قام ريتشارد ليبن (1842-1919)، الابن الأصغر لإيجناز ليبن، بتمويل جائزة ريتشارد ليبن في الرياضيات والتي كانت تُمنح كل ثلاث سنوات من عام 1912 إلى عام 1921، ومرة أخيرة في عام 1928، قبل أن يتم إيقافها.
في عام 2004 ، أعيدت جائزة ليبن ، بدعم من إيزابيل بادر وألفريد بادر (اللذين كانا قادرين على الفرار من النمسا إلى بريطانيا العظمى في سن الرابعة عشرة عام 1938). تبلغ قيمة الجائزة الآن 36000 دولار أمريكي، ويتم تقديمها سنويًا للعلماء الشباب الذين يعملون في النمسا أو البوسنة والهرسك أو كرواتيا أو جمهورية التشيك أو المجر أو سلوفاكيا أو سلوفينيا (أي في إحدى الدول التي كانت جزءًا من الإمبراطورية النمساوية المجرية قبل مائة عام)، والذين يعملون في مجالات البيولوجيا الجزيئية أو الكيمياء أو الفيزياء.

## الحائزين على الجائزة
المصدر (1865-1937 ؛ 2004-2007):
- 2019 Gašper Tkačik
- 2018 نونو موليد
- 2017 إيفا توليتش
- 2016 إليس فاركاس
- 2015 فرانشيسكا فيرلاينو
- 2014 جانا رويثوفا
- 2013 باربرا كراوس
- 2012 مايكل سيكست
- 2011 ميهالي كوفاكس
- 2010 روبرت كرالوفيكس
- 2009 فرانك فيرستريت[3]
- 2008 Csaba Pál
- 2007 ماركوس أسبيلماير
- 2006 أندريوس بالتوسكا
- 2005 رونالد ميكورا
- 2004 زولتان نصير
- لم تمنح 1938-2003
- 1937 ماريتا بلاو وهيرتا وامباشير
- 1936 فرانز ليباي وريتشارد روسلر
- 1935 ارمين داديو
- 1934 ادوارد هاشيك
- 1933 فرديناند شيمنزكي
- 1932 جورج كولر
- 1931 كارل هوفلر
- 1930 وولف جوهانس مولر
- 1929 كارل برزيبرام
- 1927 أوتو بورش وجوستاف كلاين
- 1926 أدولف فرانك
- 1925 ليز مايتنر
- 1924 أوتو لويوي وإرنست بيتر بيك
- 1923 أوتو فون فورث
- 1922 كارل فيلهلم فريدريش كولراوش
- 1921 كارل فون فريش
- 1920 إرنست سبات
- 1919 فيكتور فرانز هيس
- 1918 يوجين شتاينخ
- 1917 فيلهلم شلينك
- 1916 فريدريك أدولف بانيث
- 1915 فيلهلم ترندلينبورغ
- 1914 فريتز بريغل
- 1913 ستيفان ماير
- 1912 أوزوالد ريختر
- 1911 فريدريك إميش
- 1910 فيليكس إهرنهافت
- 1909 يوجين شتاينخ
- 1908 بول فريدليندر
- 1907 هانز بنندورف
- 1906 أرنولد دوريج
- 1905 رودولف ويغشايدر وهانز ليوبولد ماير
- 1904 فرانز شواب
- 1903 جوزيف شافر
- 1902 جوزيف حرزيغ
- 1901 جوزيف ليزنار
- 1900 ثيودور بير وأوسكار زوث
- 1898 كونراد ناترير
- 1895 جوزيف ماريا إيدير وإدوارد فالنتا
- 1892 جويدو جولدشميدت
- 1889 سيغموند ريتر إكسنر فون إيوارتن
- 1886 زدنكو هانز سكراوب
- 1883 فيكتور ريتر إبنر فون روفنشتاين
- 1880 هوغو وايدل
- 1877 سيغموند ريتر إكسنر فون إيوارتن
- 1874 إدوارد لينيمان
- 1871 ليندر ديتشينر
- 1868 إدوارد لينيمان وكارل فون ثان
- 1865 جوزيف ستيفان